# Burg Beeskow
De Burg Beeskow is een burcht in Beeskow in de Duitse deelstaat Brandenburg.

## Geschiedenis
Het oudst bewaarde document waarin de burcht is beschreven, stamt uit 1272. Hij was net als Burg Storkow eigendom van de heren van Strehle. Samen met andere waterburchten maakte het deel uit van een netwerk van verdedigingsbouwwerken.
Door erfoverdracht behoorde het tussen 1377 en 1382 toe aan het geslacht Bieberstein. In 1518 verpandde Ulrich von Bieberstein de burcht aan de bisschop van Lebus, Dietrich von Bülow (1460-1523), die het ombouwde tot bisschoppelijke residentie.
In 1556 gingen de burcht en heerschappij over naar de markgraaf Johann I. von Brandenburg - Küstrin. De burcht en heerschappij kwamen in 1575 in het bezit van de keurvorst van Brandenburg en het werd door het Huis Hohenzollern gebruikt totdat de stad er in 1915 intrek in nam.
Tijdens de Tweede Wereldoorlog raakte de burcht beschadigd waardoor de oostvleugel afbrandde. Na de oorlog deed het dienst als onderkomen voor vluchtelingen uit Oost-Pruisen en Silezië.

## Huidige bestemming
Na de Val van de Berlijnse Muur werd de burcht omgebouwd naar een cultureel en opleidingscentrum. Aan het eind van 2017 wordt hier het Muziekmuseum heropend.